# Interpol (álbum)
| Críticas profissionais | Críticas profissionais |
| Avaliações da crítica  | Avaliações da crítica  |
| Fonte                  | Avaliação              |
| ---------------------- | ---------------------- |
| Allmusic               | [ 2 ]                  |
| Drowned in Sound       | (7/10)                 |
| Entertainment Weekly   | B+[ligação inativa]    |
| Los Angeles Times      | [ 5 ]                  |
| Pitchfork Media        | (4.6/10)               |
| PopMatters             | (5/10)                 |
| Prefix Magazine        | (mixed)                |
| Q                      | 4 de 5 estrelas.       |
| Rolling Stone          | [ 9 ]                  |
| Spin                   | (5/10)                 |
| Tiny Mix Tapes         | [ 11 ]                 |
| Uncut                  | [ 12 ]                 |

Interpol é o quarto álbum de estúdio da banda homónima, lançado a 7 de setembro de 2010.
Acabou por ser muito bem recebido pela maioria da crítica, e muitos fãs da banda o consideram como "uma evolução de Our Love To Admire", e também como o melhor trabalho do grupo.

## Faixas
Todas as faixas escritas e compostas por Interpol. 
| N.º            | Título                          | Duração |  |
| 1.             | "Success"                       | 3:28    |  |
| 2.             | "Memory Serves"                 | 5:03    |  |
| 3.             | "Summer Well"                   | 4:05    |  |
| 4.             | "Lights"                        | 5:38    |  |
| 5.             | "Barricade"                     | 4:11    |  |
| 6.             | "Always Malaise (The Man I Am)" | 4:15    |  |
| 7.             | "Safe Without"                  | 4:41    |  |
| 8.             | "Try It On"                     | 3:42    |  |
| 9.             | "All of the Ways"               | 5:18    |  |
| 10.            | "The Undoing"                   | 5:11    |  |
| Duração total: | Duração total:                  | 45:53   |  |

| Faixa extra |              |         |  |
| N.º         | Título       | Duração |  |
| 11.         | "Crimewaves" | 3:26    |  |

## Paradas
| Ano  | Parada                             | Posição |
| ---- | ---------------------------------- | ------- |
| 2010 | Billboard 200                      | 7       |
| 2010 | Top Canadian Albums                | 11      |
| 2010 | Top Digital Albums                 | 4       |
| 2010 | Top Modern Rock/Alternative Albums | 3       |
| 2010 | Top Rock Albums                    | 3       |

## Créditos
- Paul Banks – Vocal
- Daniel Kessler – Guitarra
- Gustavo Tyminski - Guitarra
- Sam Fogarino – Bateria, percussão
- Carlos Dengler – Baixo, teclados